# Bildstöcke an der Hallerstraße

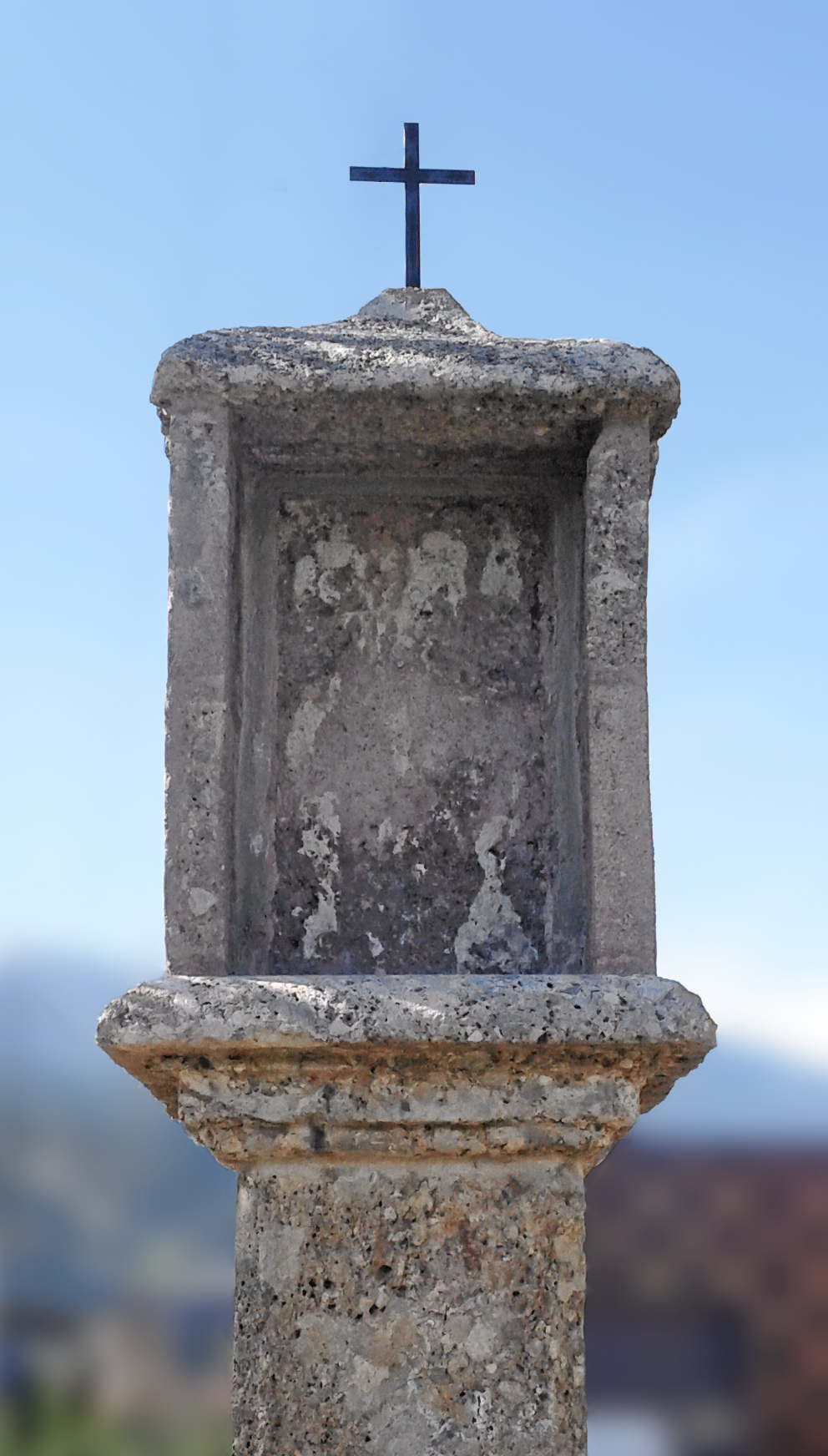
Detail des Bildstocks 14 (ohne Gemälde)

Die Bildstöcke an der Hallerstraße sind ein von Erzherzog Ferdinand II. gestifteter Stationsweg am historischen Weg von Innsbruck über Rum nach Loretto.

## Geschichte und Ausformung
Die Bildstöcke stammen aus dem Ende des 16. Jahrhunderts, vielleicht wie die Lorettokapelle selbst aus der Zeit um 1589/90.
Die Landstraße Innsbruck–Hall, die heutige Tiroler Straße (B171), hier Haller Straße, Bundesstraße und Innsbrucker Straße genannt, war 1585–1589 – als Ergänzung zur älteren, höher gelegenen Verbindung über die (heute so genannten) MARTHA-Dörfer am nördlichen Mittelgebirge des Inntals – durch die in der frühen Neuzeit dichtbewaldete Haller Au trassiert worden.
Noch um die Wende vom 19. zum 20. Jahrhundert war die Haller Straße eine großzügige Chaussee mit Doppelallee, und die Bildstöcke standen in regelmäßigen Abständen an der Nordseite der Trasse zwischen den Bäumen, vom Ziegelwerk in der Haller Au (östlich der heutigen Grenobler Brücke zwischen der Reichenau und Neuarzl) bis kurz vor Loretto.
Die insgesamt 15 Bildsäulen sind aus Brekziesteinen, stehend auf einem Sockel; sie haben einen abgefasten Schaft und ein quadratisches Tabernakelgehäuse. Ihre hutartig geschwungenen Steindächlein zieren kleine Kreuze.
1628 wurden die baufällig gewordenen Bildstöcke und die auf Kupfer gemalten Bildnisse auf Anordnung von Erzherzog Leopold V. instand gesetzt.  Im Laufe des 20. Jahrhunderts wurden sie von namhaften Tiroler Künstlern mit Darstellungen der Rosenkranzgeheimnisse neu gestaltet. Sie sind teils auf Eternit gemalt.
Einige der Bildstöcke wurden schon im Laufe des 20. Jahrhunderts umgestellt.
Im Zuge des vierstreifigen Ausbaus der B171 von 2009 bis 2011 wurden fünf Bildstöcke fachgemäß demontiert, in der Werkstatt restauriert, und in Abstimmung mit dem Bundesdenkmalamt ab 2012 wieder an geeigneten Plätzen aufgestellt.

## Der Stationsweg
- Die erste Spalte gibt die Nummer im Bildprogramm,[6] die zweite Nummerung und Aufstellung, wie sie um 2015 im Tiroler Kunstkataster gegeben ist.
- Die Spalte Künstler gibt die Entstehungszeit des Bildmotivs, sowie einen Link auf die entsprechende Denkmalliste

|    |     | Bildstock           | Station                                                                                      | Ort                                            | Koordinate mit Standort (alt / neu)                                                               | Bildmotiv | Künstler                          |
| -- | --- | ------------------- | -------------------------------------------------------------------------------------------- | ---------------------------------------------- | ------------------------------------------------------------------------------------------------- | --------- | --------------------------------- |
| 1  | (4) | (in Arzl, 2011)     | Verkündigung an Maria: „Den Du, o Jungfrau, vom Heiligen Geist empfangen hast“               | früher Innsbruck-Mühlau / heute Innsbruck-Arzl | um 1900, bei Krzg. Schützenbergweg, / um 2000, bei Haller Straße/Krzg. Col-di-Lana-Straße 206     |           | (?), um 1950 →Liste               |
| 2  | −   |                     | (Mariä Heimsuchung: „Den Du, o Jungfrau, zu Elisabeth getragen hast“)                        | Innsbruck-Mühlau                               | um 1900, bei Haller Straße 181/Krzg. Rotadlerstraße                                               |           | →Liste                            |
| 3  | −   |                     | (Geburt Jesu: „Den du, o Jungfrau, zu Bethlehem geboren hast“)                               | Innsbruck-Mühlau                               | um 1900, bei Haller Straße 227                                                                    |           | →Liste                            |
| 4  | −   |                     | (Opferung Jesu: „Den Du, o Jungfrau, im Tempel aufgeopfert hast“)                            | Innsbruck-Arzl                                 | um 1900, bei Dörrstraße 1,                                                                        |           | →Liste                            |
| 5  | 5   |                     | Auffindung Jesu: „Den Du, o Jungfrau, im Tempel wiedergefunden hast“                         | Rum                                            | um 1900, bei Bundesstraße 18a, / um 2000, bei Bundesstraße 34                                     |           | Christian Sanders, um 1990 →Liste |
| 6  | 6   | (2011)              | Blutschwitzender Heiland (Todesangst Jesu auf dem Ölberg): „Der für uns Blut geschwitzt hat“ | Rum                                            | um 1900 u. 2000, bei Bundesstraße 6                                                               |           | Christian Sanders, um 1990 →Liste |
| 7  | 8   |                     | Geißelung Christi: „Der für uns gegeißelt worden ist“                                        | Rum                                            | um 1900, bei Bundesstraße 2, Tourismusbüro, / um 2000, gegenüber Bundesstraße 15                  |           | Helmut Rehm, 1953 →Liste          |
| 8  | 7   |                     | Dornenkrönung: „Der für uns mit Dornen gekrönt worden ist“                                   | Rum                                            | um 1900, Innsbrucker Straße gegenüber Bahnhofstraße, / um 2000, bei Bundesstraße 2, Tourismusbüro | [ 17 ]    | Christian Sanders, um 1990 →Liste |
| 9  | 11  | (bei Auweg, 2012)   | Kreuztragung: „Der für uns das schwere Kreuz getragen hat“                                   | Thaur                                          | um 1900, Innsbrucker Straße östl. Gänsfeldweg, / um 2000, Innsbrucker Straße westl. Auweg         |           | Helmut Rehm, um 1955 →Liste       |
| 10 | 10  |                     | Kreuzigung Jesu: „Der für uns gekreuzigt worden ist“                                         | Thaur                                          | um 1900 u. 2000, Innsbrucker Straße westl. Bundesstraße 15                                        |           | Helmut Rehm, um 1955 →Liste       |
| 11 | 13  |                     | Auferstehung Jesu: „Der von den Toten auferstanden ist“                                      | Thaur                                          | um 1900, Innsbrucker Straße westl. Auweg, / um 2000, westl. Römerstraße                           |           | Max Weiler, um 1951 →Liste        |
| 12 | 12  | (2011)              | Himmelfahrt: „Der in den Himmel aufgefahren ist“                                             | Thaur                                          | um 1900, Innsbrucker Straße zw. Auweg u. Römerstraße, / um 2000                                   |           | Max Weiler, um 1951 →Liste        |
| 13 | 9   |                     | Aussendung des Hl. Geistes: „Der uns den Heiligen Geist gesendet hat“                        | Thaur                                          | um 1900, Innsbrucker Straße östl. Römerstraße, / um 2000, Innsbrucker Straße östl. Gänsfeldweg    |           | Max Weiler, um 1951 →Liste        |
| 14 | 14  | (bei Hnr. 86, 2011) | Aufnahme Mariens in den Himmel: „Der Dich, o Jungfrau, in den Himmel aufgenommen hat“        | Hall i.T.                                      | um 1900 u. 2000, bei Innsbrucker Straße 86                                                        |           | Max Weiler, um 1951 →Liste        |
| 15 | 15  | (2011)              | Marienkrönung: „Der Dich, o Jungfrau, im Himmel gekrönt hat“                                 | Hall i.T.                                      | um 1900 u. 2000, bei Innsbrucker Straße 80                                                        |           | Max Weiler, um 1951 →Liste        |
|    |     | (St. Loretto, 2011) | Heiliges Haus (Santa Casa di Loreto)                                                         | Thaur                                          | Loretto-Umgebung 1                                                                                |           | (?) →Liste                        |